# 112 (film)
 For alternative betydninger, se 112 (flertydig). (Se også artikler, som begynder med 112)
112 er en dansk kortfilm fra 2006 instrueret af Eddie Powell.

## Handling
Poetisk musikvignet om en pige, der løber af sted for at redde en veninde i nød.

## Medvirkende
- Kathrine Fagerland, Katja
- Lisa Carlehed, Heidi
- Sara Amlund, Læge
- Eddie Powell, Læge